# Денніс-Ейкерс (Міссурі)
Денніс-Ейкерс (англ. Dennis Acres) — селище (англ. village) в США, в окрузі Ньютон штату Міссурі. Населення — 47 осіб (2020).

## Географія
Денніс-Ейкерс розташований за координатами 37°2′47″ пн. ш. 94°30′15″ зх. д. / 37.04639° пн. ш. 94.50417° зх. д. (37.046346, -94.504290).  За даними Бюро перепису населення США в 2010 році селище мало площу 0,12 км², уся площа — суходіл.

## Демографія
Згідно з переписом 2010 року, у селищі мешкало 76 осіб у 27 домогосподарствах у складі 18 родин. Густота населення становила 615 осіб/км².  Було 31 помешкання (251/км²).
Расовий склад населення:
| - 76,3 % — білих - 1,3 % — вихідців з тихоокеанських островів - 1,3 % — корінних американців - 14,5 % — осіб інших рас |

До двох чи більше рас належало 6,6 %. Частка іспаномовних становила 18,4 % від усіх жителів.
За віковим діапазоном населення розподілялося таким чином: 26,3 % — особи молодші 18 років, 63,2 % — особи у віці 18—64 років, 10,5 % — особи у віці 65 років та старші. Медіана віку мешканця становила 26,3 року. На 100 осіб жіночої статі у селищі припадало 94,9 чоловіків;  на 100 жінок у віці від 18 років та старших — 115,4 чоловіків також старших 18 років.
Середній дохід на одне домашнє господарство  становив 32 326 доларів США (медіана — 38 036), а середній дохід на одну сім'ю — 39 311 долар (медіана — 38 750). За межею бідності перебувало 6,7 % осіб, у тому числі 0,0 % дітей у віці до 18 років та 25,0 % осіб у віці 65 років та старших.
Цивільне працевлаштоване населення становило 26 осіб. Основні галузі зайнятості: освіта, охорона здоров'я та соціальна допомога — 46,2 %, виробництво — 26,9 %, роздрібна торгівля — 11,5 %, транспорт — 7,7 %.